# أهل القرآن (قناة)
قناة أهل القرآن الفضائية (بالإنجليزية: AHL ALQURAN TV)‏ هي قناة فضائية إسلامية متخصصة في تعليم القرآن الكريم.

## البث
بدأت القناة بثها عام 2011  على القمر الصناعي نايل سات من المملكة العربية السعودية.

## الرسالة
الإسهام في خدمة المجتمع الإنساني وتنميته من خلال العناية بتعليم القرآن الكريم حفظاً وفهماً وتطبيقاً، بعمل إعلامي مشوق، لجذب الانتباه لغلاوة القرآن العظيم والدعوة لمحبته.

## أبرز برامج القناة
- برنامج سير القراء: برنامج يتناول سيرة أشهر قرآء القرآن الكريم و أبرز تفاصيل حياتهم.[4]
- برنامج جَوِّد: قال تعالى(( ورتل القرآن ترتيلا )) أمر الله سبحانه وتعالى بترتيل القرآن الكريم . ولكي نتقن الترتيل يفضل لنا أن نتعلم التجويد ونتقنه وفي هذا البرنامج سوف نبحر في علم تجويد القرآن الكريم بطريقة سلسلة وميسرة بإذن الله.[5]
- برنامج دار الرضوان.[6]
- برنامج تأملات قرآنية.
- برنامج آية وعبرة.
- برنامج من رحاب المشاعر.

## تردد القناة
القمر : نايل سات – التردد : 12398 – استقطاب عمودي – الترميز : 27500 – التصحيح : 5/6